# Bahnstrecke Palmerston North–Gisborne
| Containerzug in dem Manawatu Gorge |                   |                                           |                                           |
| Spurweite: | 1067 mm (Kapspur) |                                           |                                           |
| |                   |                                           |                                           |
| \| \| \| North Island Main Trunk Railway \| \| \| \| 0,0 \| Palmerston North \| Palmerston North \| \| \| \| nach Auckland \| \| \| \| 6,1 \| Whakarongo \| Whakarongo \| \| \| 13,4 \| Ashhurst \| Ashhurst \| \| \| \| Tunnel 1 \| \| \| \| \| Tunnel 2 \| \| \| \| \| Manawatu Gorge \| \| \| \| \| Te Apiti \| \| \| \| \| Manawatu \| \| \| \| \| Tunnel 3 (2008 geschlitzt) \| \| \| \| \| Tunnel 4 (2008 geschlitzt) \| \| \| \| \| Tunnel 5 (2008 geschlitzt) \| \| \| \| \| \| \| \| \| 27,2 \| Woodville \| Woodville \| \| \| \| \| \| \| \| \| Bahnstrecke Wellington–Woodville \| \| \| \| 33,8 \| Papatawa \| Papatawa \| \| \| 41,3 \| Maharahara \| Maharahara \| \| \| 44,8 \| Oringi \| Oringi \| \| \| \| Anschlussgleis Oringi Business Park \| \| \| \| 49,1 \| Tahoraiti \| Tahoraiti \| \| \| 51,5 \| Tapuata \| Tapuata \| \| \| 53,4 \| Dannevirke \| Dannevirke \| \| \| 56,0 \| Mangatera \| Mangatera \| \| \| \| Mangatera-Viadukt \| \| \| \| \| Piri Piri \| \| \| \| \| Piri Piri-Viadukt \| \| \| \| 63,6 \| Matamau \| Matamau \| \| \| \| Matamau-Viadukt \| \| \| \| 70,4 \| Makotuku \| Makotuku \| \| \| \| Makotuku-Viadukt \| \| \| \| 73,3 \| Ormondville \| Ormondville \| \| \| \| Ormondville Viaduct Mangarangiora \| \| \| \| \| Kopua-Viadukt \| \| \| \| 78,0 \| Kopua \| Kopua \| \| \| \| Whenuahou \| \| \| \| 87,3 \| Takapau \| Takapau \| \| \| 91,1 \| Takapau Freezing Works \| Takapau Freezing Works \| \| \| 95,7 \| Marakeke \| Marakeke \| \| \| 101,1 \| Hatuma \| Hatuma \| \| \| 108,4 \| Waipukurau \| Waipukurau \| \| \| \| Tukituki River \| \| \| \| \| Tapairu Pa[Anm. 1] \| \| \| \| 115,9 \| Waipawa \| Waipawa \| \| \| 121,7 \| Otane \| Otane \| \| \| 128,8 \| Pukehou \| Pukehou \| \| \| \| Top Opapa \| \| \| \| 135,9 \| Opapa auch: Te Aute \| Opapa auch: Te Aute \| \| \| \| Te Hauke \| \| \| \| 142,1 \| Poukawa \| Poukawa \| \| \| 152,1 \| Pakipaki \| Pakipaki \| \| \| 155,2 \| Longlands \| Longlands \| \| \| \| Hastings Racecourse \| \| \| \| 159,5 \| Hastings \| Hastings \| \| \| 162,0 \| Tomoana \| Tomoana \| \| \| 165,0 \| Whakatu \| Whakatu \| \| \| 168,7 \| Clive \| Clive \| \| \| \| Ngaruroro River \| \| \| \| 172,1 \| Awatoto \| Awatoto \| \| \| \| Awa \| \| \| \| 178,3 \| Napier \| Napier \| \| \| \| \| \| \| \| 2,4 \| Ahuriri \| Ahuriri \| \| \| 5,6 \| Napier Port \| Napier Port \| \| \| 183,8 \| Westshore \| Westshore \| \| \| 189,8 \| Bay View \| Bay View \| \| \| \| Riverslea \| \| \| \| 197,4 \| Eskdale \| Eskdale \| \| \| 205,3 \| Waipunga \| Waipunga \| \| \| \| Tunnel 6 (216 m) \| \| \| \| \| Tunnel 7 (103 m) \| \| \| \| \| Tunnel 8 (109 m) \| \| \| \| 218,1 \| Waikoau \| Waikoau \| \| \| 225,9 \| Tutira \| Tutira \| \| \| 233,0 \| Kahika \| Kahika \| \| \| \| Matahoura-Viadukt \| \| \| \| 240,7 \| Putorino \| Putorino \| \| \| \| Waikari-Viadukt \| \| \| \| \| Kotemaori-Tunnel (829 m) \| \| \| \| 250,0 \| Kotemaori \| Kotemaori \| \| \| \| Tunnel 10 (301 m) \| \| \| \| \| Tunnel 11 (314 m) \| \| \| \| \| Mohaka-Viadukt \| \| \| \| \| Raupunga \| \| \| \| \| Mangaturanga-Viadukt \| \| \| \| \| Tunnel 12 (656 m) \| \| \| \| 275,1 \| Waihua \| Waihua \| \| \| \| Tunnel 13 (283 m) \| \| \| \| 285,1 \| Ohinepaka \| Ohinepaka \| \| \| \| Wairoa River (Hawke’s Bay) \| \| \| \| 294,4 \| Wairoa \| Wairoa \| \| \| 303,4 \| Tuhara \| Tuhara \| \| \| 310,8 \| Whakaki \| Whakaki \| \| \| 323,9 \| Nuhaka \| Nuhaka \| \| \| 333,4 \| Waikokopu \| Waikokopu \| \| \| 335,6 \| Opoutama \| Opoutama \| \| \| 338,2 \| Kopuawhara \| Kopuawhara \| \| \| 341,3 \| Paritu \| Paritu \| \| \| \| Tunnel 14 (46 m) \| \| \| \| \| Kopuawhara Viaduct \| \| \| \| \| Tunnel 15 (117 m) \| \| \| \| \| Tunnel 16 (109 m) \| \| \| \| \| Tunnel 17 (63 m) \| \| \| \| \| Tunnel 18 (125 m) \| \| \| \| \| Tikiwhata-Tunnel (2989 m) \| \| \| \| \| Tunnel 20 (135 m) \| \| \| \| \| Tunnel 21 (63 m) \| \| \| \| \| Tunnel 22 (110 m) \| \| \| \| \| Coast Tunnel (935 m) \| \| \| \| \| Tunnel 24 (123 m) \| \| \| \| 357,4 \| Beach Loop \| Beach Loop \| \| \| \| Tunnel 25 (89 m) \| \| \| \| \| Waikoura-Tunnel (1443 m) \| \| \| \| 363,6 \| Bartletts \| Bartletts \| \| \| 365,0 \| Maraetaha \| Maraetaha \| \| \| 373,7 \| Muriwai \| Muriwai \| \| \| 385,2 \| Matawhero \| Matawhero \| \| \| \| Gisborne Aerodrome Kreuzung mit Startbahn \| \| \| \| \| Bahnstrecke Gisborne–Moutohora (abgebaut) \| \| \| \| 388,7 \| Stanley Road \| Stanley Road \| \| \| 390,4 \| Gisborne \| Gisborne \| \| \| 391,3 \| Gisborne Hafen \| Gisborne Hafen \| \| \| \| \| \| \| Quellen: [1] \| \| \| \| |                   |                                           |                                           |
| Strecke |                   | North Island Main Trunk Railway           | North Island Main Trunk Railway           |
| Bahnhof | 0,0               | Palmerston North                          | Palmerston North                          |
| Abzweig geradeaus, nach links und ehemals von links |                   | nach Auckland                             | nach Auckland                             |
| ehemaliger Dienststation / Betriebs- oder Güterbahnhof | 6,1               | Whakarongo                                | Whakarongo                                |
| Dienststation / Betriebs- oder Güterbahnhof | 13,4              | Ashhurst                                  | Ashhurst                                  |
| Tunnel |                   | Tunnel 1                                  | Tunnel 1                                  |
| Tunnel |                   | Tunnel 2                                  | Tunnel 2                                  |
| Strecke |                   | Manawatu Gorge                            | Manawatu Gorge                            |
| ehemaliger Bahnhof |                   | Te Apiti                                  | Te Apiti                                  |
| ehemaliger Bahnhof |                   | Manawatu                                  | Manawatu                                  |
| Strecke |                   | Tunnel 3 (2008 geschlitzt)                | Tunnel 3 (2008 geschlitzt)                |
| Strecke |                   | Tunnel 4 (2008 geschlitzt)                | Tunnel 4 (2008 geschlitzt)                |
| Strecke |                   | Tunnel 5 (2008 geschlitzt)                | Tunnel 5 (2008 geschlitzt)                |
| Strecke von links · Abzweig geradeaus und von rechts |                   |                                           |                                           |
| Strecke · Dienststation / Betriebs- oder Güterbahnhof | 27,2              | Woodville                                 | Woodville                                 |
| Abzweig geradeaus und von links · Abzweig geradeaus und nach rechts |                   |                                           |                                           |
| Strecke nach rechts · Strecke |                   | Bahnstrecke Wellington–Woodville          | Bahnstrecke Wellington–Woodville          |
| ehemaliger Bahnhof | 33,8              | Papatawa                                  | Papatawa                                  |
| ehemaliger Bahnhof | 41,3              | Maharahara                                | Maharahara                                |
| Dienststation / Betriebs- oder Güterbahnhof | 44,8              | Oringi                                    | Oringi                                    |
| Abzweig geradeaus und nach rechts |                   | Anschlussgleis Oringi Business Park       | Anschlussgleis Oringi Business Park       |
| ehemaliger Bahnhof | 49,1              | Tahoraiti                                 | Tahoraiti                                 |
| ehemaliger Bahnhof | 51,5              | Tapuata                                   | Tapuata                                   |
| Dienststation / Betriebs- oder Güterbahnhof | 53,4              | Dannevirke                                | Dannevirke                                |
| ehemaliger Bahnhof | 56,0              | Mangatera                                 | Mangatera                                 |
| Brücke über Wasserlauf |                   | Mangatera-Viadukt                         | Mangatera-Viadukt                         |
| ehemaliger Bahnhof |                   | Piri Piri                                 | Piri Piri                                 |
| Brücke über Wasserlauf |                   | Piri Piri-Viadukt                         | Piri Piri-Viadukt                         |
| ehemaliger Bahnhof | 63,6              | Matamau                                   | Matamau                                   |
| Brücke über Wasserlauf |                   | Matamau-Viadukt                           | Matamau-Viadukt                           |
| Dienststation / Betriebs- oder Güterbahnhof | 70,4              | Makotuku                                  | Makotuku                                  |
| Brücke über Wasserlauf |                   | Makotuku-Viadukt                          | Makotuku-Viadukt                          |
| Dienststation / Betriebs- oder Güterbahnhof | 73,3              | Ormondville                               | Ormondville                               |
| Brücke über Wasserlauf |                   | Ormondville Viaduct Mangarangiora         | Ormondville Viaduct Mangarangiora         |
| Brücke über Wasserlauf |                   | Kopua-Viadukt                             | Kopua-Viadukt                             |
| ehemaliger Bahnhof | 78,0              | Kopua                                     | Kopua                                     |
| ehemaliger Bahnhof |                   | Whenuahou                                 | Whenuahou                                 |
| ehemaliger Bahnhof | 87,3              | Takapau                                   | Takapau                                   |
| Blockstelle | 91,1              | Takapau Freezing Works                    | Takapau Freezing Works                    |
| ehemaliger Bahnhof | 95,7              | Marakeke                                  | Marakeke                                  |
| ehemaliger Bahnhof | 101,1             | Hatuma                                    | Hatuma                                    |
| Dienststation / Betriebs- oder Güterbahnhof | 108,4             | Waipukurau                                | Waipukurau                                |
| Brücke über Wasserlauf |                   | Tukituki River                            | Tukituki River                            |
| ehemaliger Bahnhof |                   | Tapairu Pa                                | Tapairu Pa                                |
| ehemaliger Bahnhof | 115,9             | Waipawa                                   | Waipawa                                   |
| Dienststation / Betriebs- oder Güterbahnhof | 121,7             | Otane                                     | Otane                                     |
| ehemaliger Bahnhof | 128,8             | Pukehou                                   | Pukehou                                   |
| ehemalige Blockstelle |                   | Top Opapa                                 | Top Opapa                                 |
| ehemaliger Bahnhof | 135,9             | Opapa auch: Te Aute                       | Opapa auch: Te Aute                       |
| ehemaliger Bahnhof |                   | Te Hauke                                  | Te Hauke                                  |
| ehemaliger Bahnhof | 142,1             | Poukawa                                   | Poukawa                                   |
| ehemaliger Bahnhof | 152,1             | Pakipaki                                  | Pakipaki                                  |
| ehemaliger Bahnhof | 155,2             | Longlands                                 | Longlands                                 |
| ehemaliger Bahnhof |                   | Hastings Racecourse                       | Hastings Racecourse                       |
| Dienststation / Betriebs- oder Güterbahnhof | 159,5             | Hastings                                  | Hastings                                  |
| ehemaliger Bahnhof | 162,0             | Tomoana                                   | Tomoana                                   |
| Dienststation / Betriebs- oder Güterbahnhof | 165,0             | Whakatu                                   | Whakatu                                   |
| ehemaliger Bahnhof | 168,7             | Clive                                     | Clive                                     |
| Brücke über Wasserlauf |                   | Ngaruroro River                           | Ngaruroro River                           |
| Dienststation / Betriebs- oder Güterbahnhof | 172,1             | Awatoto                                   | Awatoto                                   |
| ehemaliger Bahnhof |                   | Awa                                       | Awa                                       |
| Dienststation / Betriebs- oder Güterbahnhof | 178,3             | Napier                                    | Napier                                    |
| Strecke von links · Abzweig geradeaus, nach rechts und von rechts |                   |                                           |                                           |
| Dienststation / Betriebs- oder Güterbahnhof · Strecke | 2,4               | Ahuriri                                   | Ahuriri                                   |
| Betriebs-/Güterbahnhof Streckenende · Strecke | 5,6               | Napier Port                               | Napier Port                               |
| ehemaliger Bahnhof | 183,8             | Westshore                                 | Westshore                                 |
| ehemaliger Bahnhof | 189,8             | Bay View                                  | Bay View                                  |
| ehemaliger Bahnhof |                   | Riverslea                                 | Riverslea                                 |
| Dienststation / Betriebs- oder Güterbahnhof | 197,4             | Eskdale                                   | Eskdale                                   |
| ehemaliger Bahnhof | 205,3             | Waipunga                                  | Waipunga                                  |
| Tunnel |                   | Tunnel 6 (216 m)                          | Tunnel 6 (216 m)                          |
| Tunnel |                   | Tunnel 7 (103 m)                          | Tunnel 7 (103 m)                          |
| Tunnel |                   | Tunnel 8 (109 m)                          | Tunnel 8 (109 m)                          |
| Dienststation / Betriebs- oder Güterbahnhof | 218,1             | Waikoau                                   | Waikoau                                   |
| ehemaliger Bahnhof | 225,9             | Tutira                                    | Tutira                                    |
| ehemaliger Bahnhof | 233,0             | Kahika                                    | Kahika                                    |
| Brücke über Wasserlauf |                   | Matahoura-Viadukt                         | Matahoura-Viadukt                         |
| ehemaliger Bahnhof | 240,7             | Putorino                                  | Putorino                                  |
| Brücke über Wasserlauf |                   | Waikari-Viadukt                           | Waikari-Viadukt                           |
| Tunnel |                   | Kotemaori-Tunnel (829 m)                  | Kotemaori-Tunnel (829 m)                  |
| ehemaliger Bahnhof | 250,0             | Kotemaori                                 | Kotemaori                                 |
| Tunnel |                   | Tunnel 10 (301 m)                         | Tunnel 10 (301 m)                         |
| Tunnel |                   | Tunnel 11 (314 m)                         | Tunnel 11 (314 m)                         |
| Brücke über Wasserlauf |                   | Mohaka-Viadukt                            | Mohaka-Viadukt                            |
| ehemaliger Bahnhof |                   | Raupunga                                  | Raupunga                                  |
| Brücke über Wasserlauf |                   | Mangaturanga-Viadukt                      | Mangaturanga-Viadukt                      |
| Tunnel |                   | Tunnel 12 (656 m)                         | Tunnel 12 (656 m)                         |
| ehemaliger Bahnhof | 275,1             | Waihua                                    | Waihua                                    |
| Tunnel |                   | Tunnel 13 (283 m)                         | Tunnel 13 (283 m)                         |
| ehemaliger Bahnhof | 285,1             | Ohinepaka                                 | Ohinepaka                                 |
| Brücke über Wasserlauf |                   | Wairoa River (Hawke’s Bay)                | Wairoa River (Hawke’s Bay)                |
| Betriebs-/Güterbahnhof Strecke ab hier außer Betrieb | 294,4             | Wairoa                                    | Wairoa                                    |
| Bahnhof (Strecke außer Betrieb) | 303,4             | Tuhara                                    | Tuhara                                    |
| Bahnhof (Strecke außer Betrieb) | 310,8             | Whakaki                                   | Whakaki                                   |
| Bahnhof (Strecke außer Betrieb) | 323,9             | Nuhaka                                    | Nuhaka                                    |
| Bahnhof (Strecke außer Betrieb) | 333,4             | Waikokopu                                 | Waikokopu                                 |
| Bahnhof (Strecke außer Betrieb) | 335,6             | Opoutama                                  | Opoutama                                  |
| Bahnhof (Strecke außer Betrieb) | 338,2             | Kopuawhara                                | Kopuawhara                                |
| Blockstelle (Strecke außer Betrieb) | 341,3             | Paritu                                    | Paritu                                    |
| Tunnel (Strecke außer Betrieb) |                   | Tunnel 14 (46 m)                          | Tunnel 14 (46 m)                          |
| Brücke über Wasserlauf (Strecke außer Betrieb) |                   | Kopuawhara Viaduct                        | Kopuawhara Viaduct                        |
| Tunnel (Strecke außer Betrieb) |                   | Tunnel 15 (117 m)                         | Tunnel 15 (117 m)                         |
| Tunnel (Strecke außer Betrieb) |                   | Tunnel 16 (109 m)                         | Tunnel 16 (109 m)                         |
| Tunnel (Strecke außer Betrieb) |                   | Tunnel 17 (63 m)                          | Tunnel 17 (63 m)                          |
| Tunnel (Strecke außer Betrieb) |                   | Tunnel 18 (125 m)                         | Tunnel 18 (125 m)                         |
| Tunnel (Strecke außer Betrieb) |                   | Tikiwhata-Tunnel (2989 m)                 | Tikiwhata-Tunnel (2989 m)                 |
| Tunnel (Strecke außer Betrieb) |                   | Tunnel 20 (135 m)                         | Tunnel 20 (135 m)                         |
| Tunnel (Strecke außer Betrieb) |                   | Tunnel 21 (63 m)                          | Tunnel 21 (63 m)                          |
| Tunnel (Strecke außer Betrieb) |                   | Tunnel 22 (110 m)                         | Tunnel 22 (110 m)                         |
| Tunnel (Strecke außer Betrieb) |                   | Coast Tunnel (935 m)                      | Coast Tunnel (935 m)                      |
| Tunnel (Strecke außer Betrieb) |                   | Tunnel 24 (123 m)                         | Tunnel 24 (123 m)                         |
| Blockstelle (Strecke außer Betrieb) | 357,4             | Beach Loop                                | Beach Loop                                |
| Tunnel (Strecke außer Betrieb) |                   | Tunnel 25 (89 m)                          | Tunnel 25 (89 m)                          |
| Tunnel (Strecke außer Betrieb) |                   | Waikoura-Tunnel (1443 m)                  | Waikoura-Tunnel (1443 m)                  |
| Bahnhof (Strecke außer Betrieb) | 363,6             | Bartletts                                 | Bartletts                                 |
| Bahnhof (Strecke außer Betrieb) | 365,0             | Maraetaha                                 | Maraetaha                                 |
| Bahnhof (Strecke außer Betrieb) | 373,7             | Muriwai                                   | Muriwai                                   |
| Bahnhof (Strecke außer Betrieb) | 385,2             | Matawhero                                 | Matawhero                                 |
| Strecke (außer Betrieb) |                   | Gisborne Aerodrome Kreuzung mit Startbahn | Gisborne Aerodrome Kreuzung mit Startbahn |
| Abzweig geradeaus und von links (Strecke außer Betrieb) |                   | Bahnstrecke Gisborne–Moutohora (abgebaut) | Bahnstrecke Gisborne–Moutohora (abgebaut) |
| Bahnhof (Strecke außer Betrieb) | 388,7             | Stanley Road                              | Stanley Road                              |
| Bahnhof (Strecke außer Betrieb) | 390,4             | Gisborne                                  | Gisborne                                  |
| Betriebs-/Güterbahnhof Streckenende (Strecke außer Betrieb) | 391,3             | Gisborne Hafen                            | Gisborne Hafen                            |
| |                   |                                           |                                           |
| Quellen: |                   |                                           |                                           |

Die Bahnstrecke Palmerston North–Gisborne ist eine eingleisige Hauptstrecke zweiter Klasse (Secondary Trunk Line) auf der Nordinsel von Neuseeland und verband die Hafenstadt Gisborne mit der Magistrale der Nordinsel, der Bahnstrecke Auckland–Wellington. Heute ist sie nur noch zwischen Palmerston North und Wairoa in Betrieb.

## Geschichte

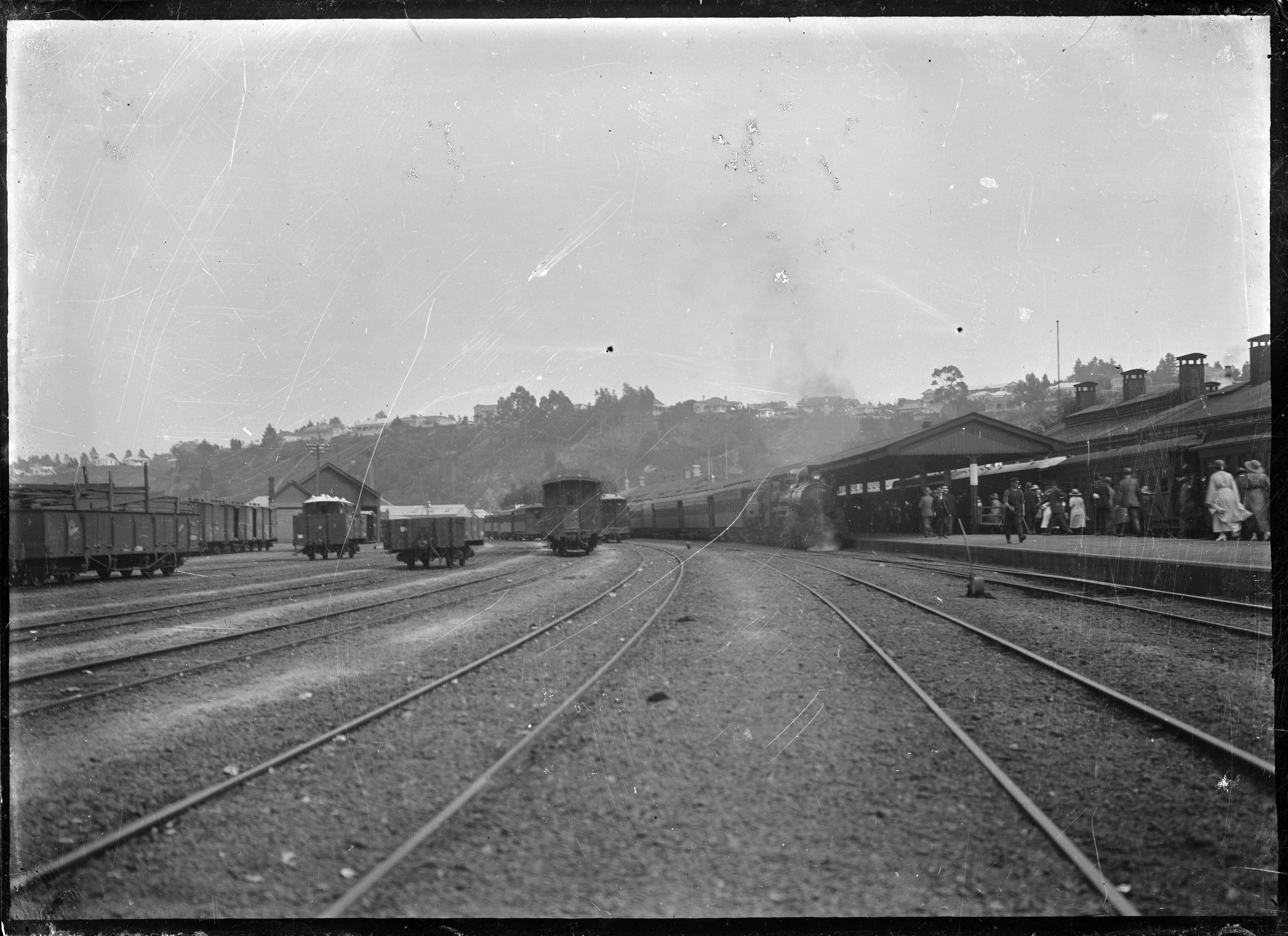
Zug nach Wellington im Bahnhof Napier, ca. 1922

Die Strecke wurde in zwei Phasen gebaut, der südliche Teil zwischen Napier und Palmerston North zwischen 1872 und 1891, der anschließende nördliche Teil, von Napier bis Gisborne, von 1912 bis 1942.

### Palmerston North–Napier

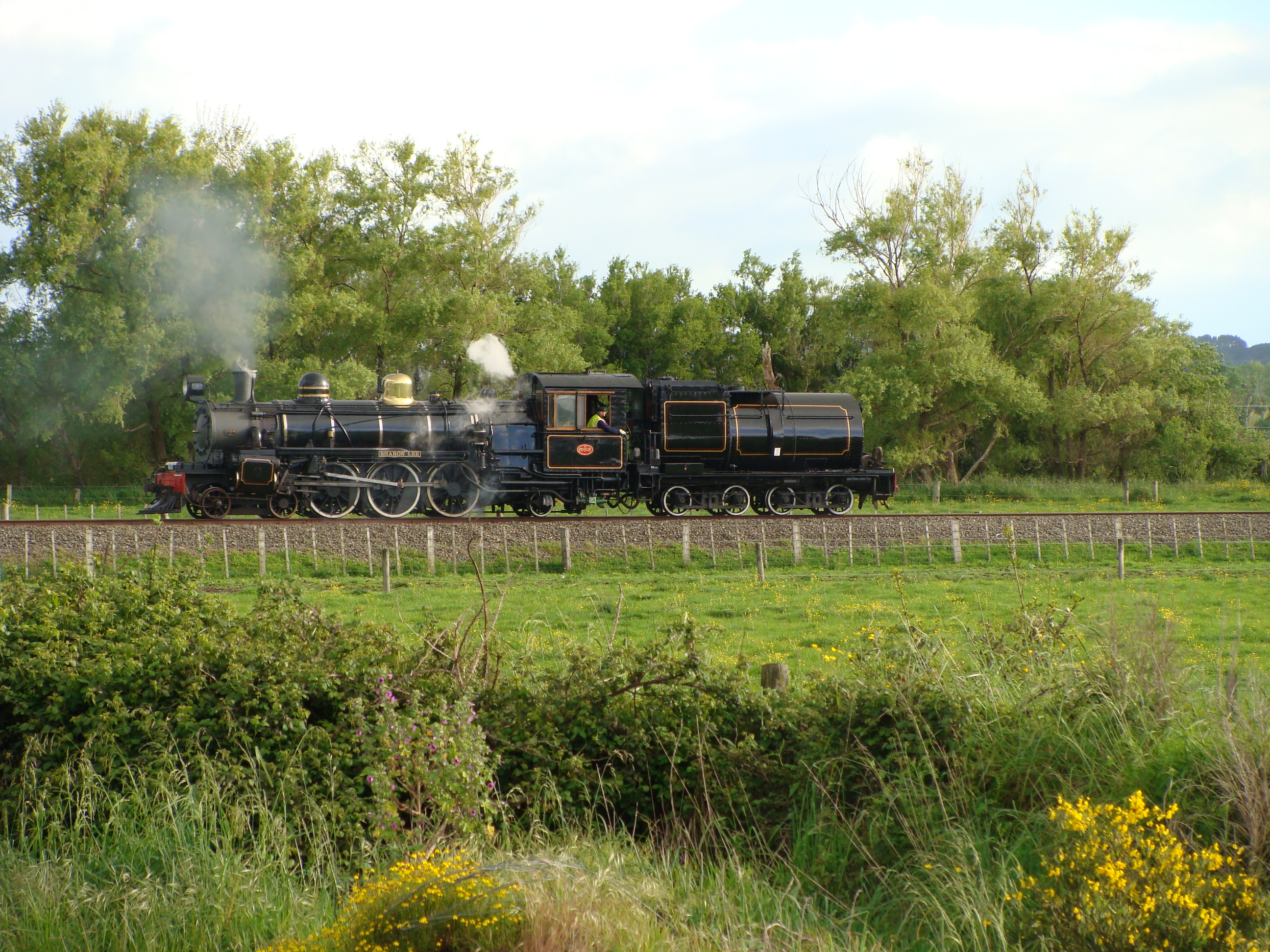
NZR AB No. 663 Sharon Lee bei einer Rangierfahrt in der Schleife um den Bahnhof Woodville für eine Sonderfahrt, 2008

Die Entwicklung von Hawke’s Bay war Teil des „Great Public Works“-Programms von 1870, mit dem Julius Vogel, damals Finanzminister in der Regierung von William Fox, ein zusammenhängendes Verkehrsnetz auf der Nordinsel schaffen wollte. Der Bau der Strecke begann von der Küste her in Napier, da das Material nur über den Seeweg zur Baustelle gelangen konnte. Das Landesinnere war damals noch weitgehend von Urwald bedeckt. Die Genehmigung für den Bau lag 1871 vor, die Bauarbeiten begannen 1872. Der erste Abschnitt bis Hastings wurde am 13. Oktober 1874 eröffnet. Die Trasse folgt bis Clive der Küste und wendet sich dann ins Landesinnere. Je weiter die Strecke ins Landesinnere vordrang, desto schwieriger wurden die Geländeverhältnisse. Der Oberlauf und die Nebenflüsse des Manawatu-Flusses sorgten für technische Schwierigkeiten. Dennoch gingen die Bauarbeiten voran. Abschnittsweise ging die Strecke in Betrieb: am 1. Januar 1875 bis Pakipaki, am 17. Februar 1876 bis Te Aute, am 28. August 1876 bis Waipawa, am 1. September 1876 – nur drei Tage nach der Eröffnung bis Waipawa – bis Waipukurau, am 12. März 1877 bis Takapau und am 25. Januar 1878 bis Kopua. An diesen 103 km Strecke wurde also etwa mehr fünf Jahre lang gebaut.
Nun verlangsamten sich die Bauarbeiten jedoch aufgrund des Geländes und der Großen Depression. Der nächstfolgende Abschnitt von Kopua nach Makotuku benötigte zwei Viadukte, darunter das 280 m lange und 39 m hohe Ormondville Viaduct über den Mangarangiora. Dieser Abschnitt wurde am 9. August 1880 eröffnet. Es dauerte fast weitere vier Jahre, bis der nächste Abschnitt, 7 km bis Matamau, am 23. Juni 1884 folgten. Am 1. Dezember 1884 wurde Dannevirke erreicht. Jenseits von Dannevirke wurde das Gelände wieder etwas einfacher, und die Strecke erreichte Woodville am 22. März 1887. Hier wurde dann, mehr als 10 Jahre später, die von Wellington kommende Bahnstrecke Wellington–Woodville angeschlossen. Dieser Teil der Strecke wurde von Anfang an von NZR betrieben.
Die Arbeiten aus Richtung North Palmerston begannen erst 1886. Sie wurden von der privaten Wellington and Manawatu Railway Company ausgeführt. Wegen erheblicher technischer Probleme, die die Streckenführung in der Manawatu Gorge verursachte, konnten die beiden Teilstrecken erst am 9. März 1891 verbunden werden. Nun gab es eine direkte Eisenbahnverbindung zwischen Napier und Wellington.

### Napier–Gisborne

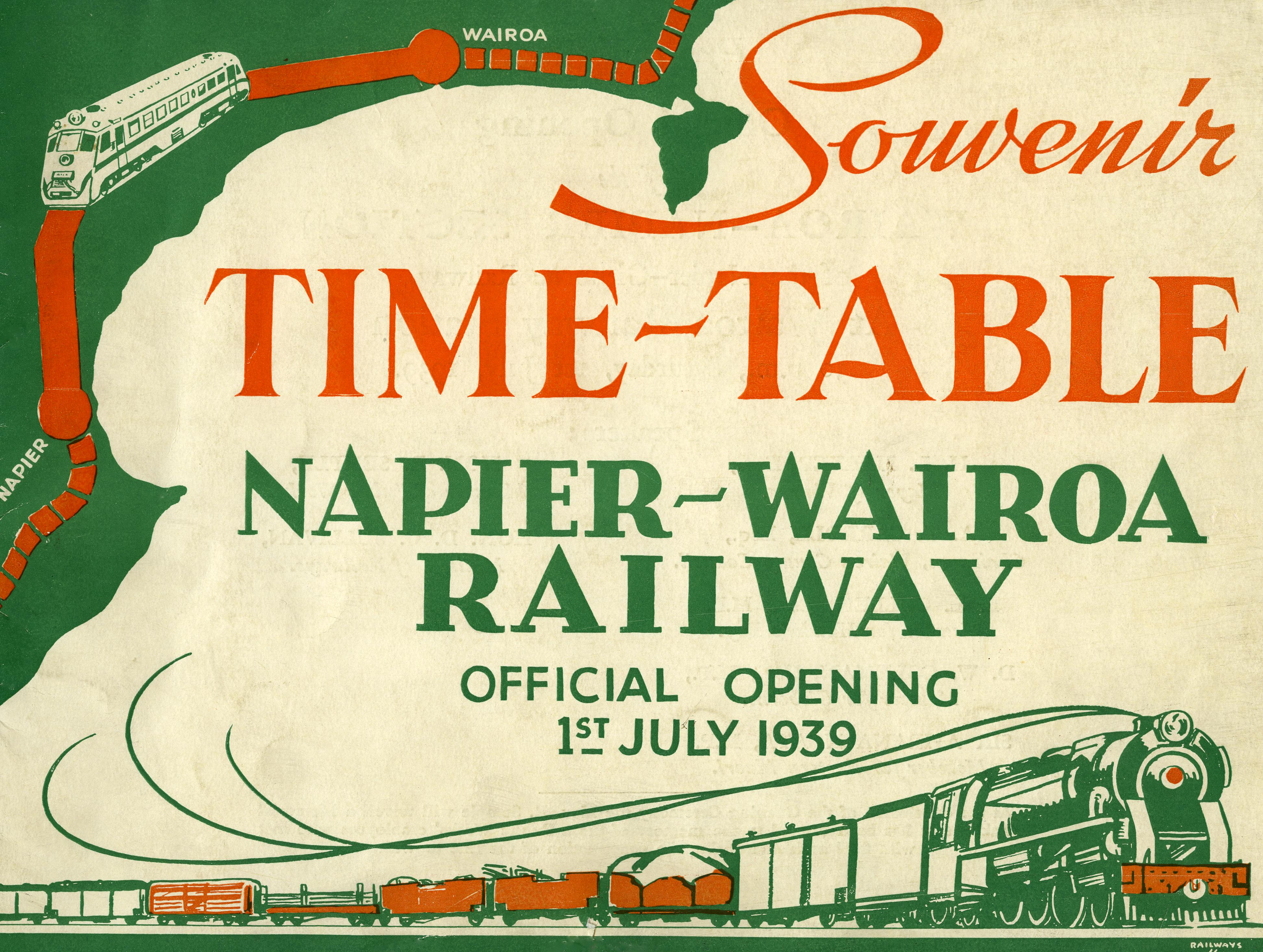
Erster Fahrplan für den Abschnitt nördlich von Napier

Aufgrund der Abgelegenheit von Gisborne wurde staatlicherseits eine Eisenbahnverbindung zunächst nicht ernsthaft in Erwägung gezogen. Um 1900 wurde jedoch ein Eisenbahn-Komitee gegründet, das politischen Druck zugunsten des Eisenbahnanschlusses der Stadt erzeugen sollte. Es setzte sich für zwei Strecken ein: Eine über Rotorua nach Auckland, die diese Zielpunkte aber nie erreichte und nur als Bahnstrecke Gisborne–Moutohora vollendet wurde. Sie wurde mittlerweile aufgegeben und abgebaut. Die zweite Bahnstrecke, für die sich das Komitee einsetzte, sollte nach Napier führen und damit die direkte Verbindung nach Wellington herstellen. Gisbornes erste Eisenbahnstrecke, der erste Teil der nach Westen führenden späteren Strecke nach Moutohora, wurde 1902 eröffnet. Erst 1911 erfolgte die Genehmigung für eine Strecke nach Süden. Die Arbeiten begannen im April 1911, die ersten 18 km bis Ngatapa waren im Wesentlichen im Dezember 1914 abgeschlossen. Der Erste Weltkrieg beendete das Vorhaben zunächst. Erst 1920 wurden die Arbeiten wieder aufgenommen, um die Strecke Richtung Waikura fortzusetzen.
Ebenfalls 1920 hatten die Arbeiten an einer kurzen Strecke von Wairoa zum Hafen von Waikokopu begonnen, die vor allem dem Abtransport von tiefgekühltem Fleisch aus einem Werk in Wairoa diente. Sie war 1923 fertiggestellt und ein Inselbetrieb. 1924 empfahl ein Ingenieurbericht, diese isolierte Strecke in die Trasse Gisborne–Napier einzubeziehen. In der Folge gab das für den Bahnbau zuständige Ministerium für öffentliche Arbeiten (Public Works Department) die begonnene Strecke auf und änderte die Trasse entsprechend.

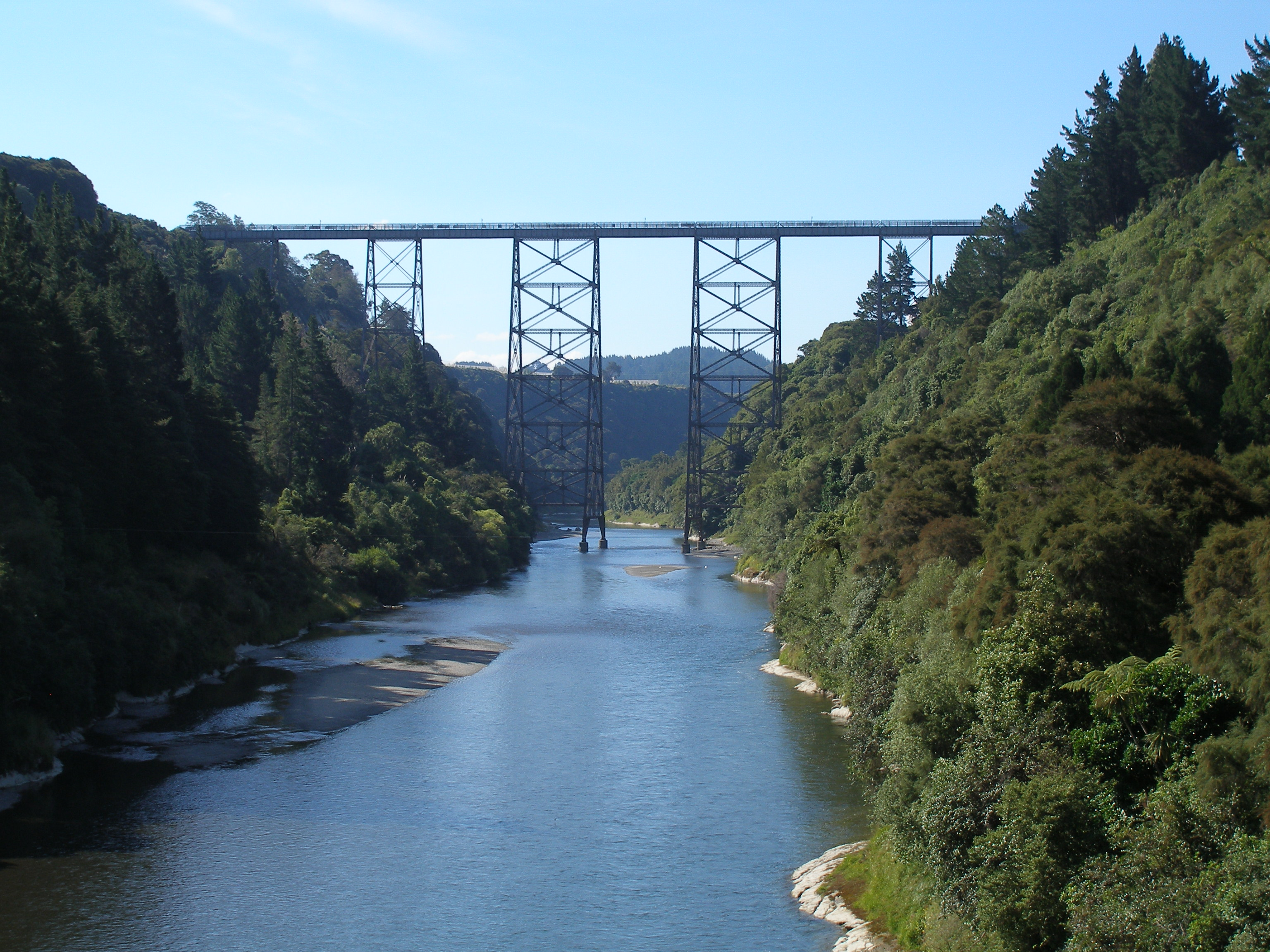
Mohaka-Viadukt – höchste Eisenbahnbrücke Neuseelands

Seit 1912 wurde eine Strecke von Napier nach Wairoa vorangetrieben. Auch hier unterbrach der Erste Weltkrieg die Arbeiten, so dass die Strecke erst im Dezember 1922 bis Eskdale und erst am 6. Oktober 1930 bis Putorino fertig gestellt war. Naturkatastrophen und mangelnder Wille in der Politik, das Projekt fertigzustellen, zeigten hier ihre Auswirkungen. Das Hawke’s-Bay-Erdbeben von 1931 führte dazu, dass der Abschnitt Napier–Putorino nicht mehr befahren werden konnte. Nach dem Erdbeben wurden die Arbeiten zunächst fortgesetzt, und im September 1931 fehlten im Abschnitt Napier–Wairoa nur noch ein Tunnel, ein Viadukt und 13 km Gleis. Aufgrund der Folgen des Erdbebens und der Weltwirtschaftskrise empfahl die Regierung aber, die Arbeiten einzustellen und die Strecke aufzugeben. 1935 wurde eine neue Regierung gewählt, die Anfang 1936 anordnete, die Arbeiten wieder aufzunehmen. Zunächst wurde der erdbebengeschädigte Abschnitt Napier–Putorino repariert und am 17. Oktober 1936 wiedereröffnet. Am 1. Juli 1937 wurde das 275 m lange Mohaka-Viadukt fertiggestellt. Er ist mit 97 m Höhe die höchste Eisenbahnbrücke Neuseelands. Am 23. August 1937 ging die Strecke von Napier nach Wairoa in Betrieb.
Aber schon im Februar 1938 erzwangen schwere Überschwemmungen – bei denen auch 21 Bauarbeiter ums Leben kamen –, die gesamten Strecke jenseits von Putorino zu schließen. Es dauerte bis Dezember 1938, bis sie wieder befahrbar war. Die Arbeiten dauerten während des Zweiten Weltkriegs an und konnten 1942 abgeschlossen werden. Ab dem 3. August 1942 verkehrten Güterzüge bis nach Gisborne, ab dem 7. September 1942 Personenzüge.

### Weitere Entwicklung
Die Tunnel Nr. 3, 4 und 5 in der Nähe von Woodville am Ostende der Manawatu-Schlucht wurden 2008 geschlitzt, um auf der Strecke „Hi-Cube“-Container befördern zu können.
2012 wurde nach Unwetterschäden der Verkehr nördlich von Napier eingestellt. Nach Reparaturen konnte der Verkehr auf dem Streckenabschnitt von Napier bis Wairoa 2019 den Betrieb wieder aufnehmen. Er dient vor allem dem Holztransport. Der Rest der Strecke wird nicht befahren, ist aber nicht stillgelegt.

## Betrieb

### Personenverkehr
In der Anfangszeit, bevor die Strecke zwischen Napier und Palmerston North durchgängig befahrbar war, wurden im Personenverkehr ausschließlich gemischte Züge angeboten. Sobald jedoch die Verbindung mit dem Streckenteil nach North Palmerston hergestellt war, verkehrte die erste Version des Napier-Express. Die Verbindung erforderte aber zunächst noch ein Umsteigen in Longburn zwischen einem Zug der Wellington and Manawatu Railway Company und einem anschließenden der Staatsbahn NZR. Nachdem die Staatsbahnstrecke Wellington–Woodville 1897 in Woodville an die Strecke North Palmerston–Gisborne angeschlossen wurde, leitete die Staatsbahn aber die Verbindung über diese Strecke, weil die sich komplett in der Hand der NZR befand. So verkehrte nun ein durchgehender Zug zwischen Wellington und Napier. Reisende aus Richtung Palmerston North mussten in Woodville umsteigen, von wo ein Anschlusszug verkehrte. Als die Wellington and Manawatu Railway Company 1908 verstaatlicht und in der NZR eingegliedert wurde, verkehrte der Zug von Wellington nach Napier wieder über die ursprüngliche Route, die Bahnstrecke Wellington–Aukland, weil so die zeitraubende und teure Fahrt über die Steilrampen in der Remutaka Range vermieden wurde.
Als die Strecke bis Gisborne fertiggestellt war, wurde zum 7. September 1942 der Gisborne Express eingeführt, der von Wellington nach Gisborne fuhr. Er verkehrte in der Regel zweimal wöchentlich, mit Ausnahme der Ferienzeiten, in denen er häufiger fuhr. Seit 1939 verkehrten zwischen Napier und Wairoa Dieseltriebwagen der NRZ-Baureihe RM und auch der Gisborne-Express wurde ab 1955 mit Triebwagen gefahren – außer gelegentlich in den Ferien bei hohem Aufkommen an Reisenden. Die Fahrt zwischen Napier und Wellington verkürzte sich durch den Einsatz von Triebwagen von 7 auf 5½ Stunden.
Am 6. November 1972 wurden die Triebwagen zwischen Wellington und Napier durch den neuen Fernzug Endeavour ersetzt, der ab dem 30. Mai 1976 auch bis Gisborne verkehrte. Die Servicequalität des Zuges nahm in den 1980er Jahren zunehmend ab, der Speisewagen entfiel, was lange Verpflegungspausen in Napier und Palmerston North erforderlich machte. Am 8. März 1988 beschädigte der Zyklon Bola die Strecke zwischen Napier und Gisborne erheblich, was zur endgültigen Einstellung des Personenverkehrs zwischen beiden Städten führte.
Zum 11. Dezember 1989 wurde der Endeavour durch den Bay Express ersetzt. Dieser stellte die Standards des ursprünglichen Endeavour wieder her und verkehrte während der gesamten 1990er Jahre. Aufgrund abnehmender Fahrgastzahlen und der mangelnden Bereitschaft des Betreibers, Tranz Scenic, das inzwischen Jahrzehnte alte Rollmaterial zu ersetzen, wurde der Bay Express jedoch zum 7. Oktober 2001 aufgegeben. Seit dieser Zeit findet auf der Bahnstrecke Palmerston North–Gisborne ausschließlich Güterverkehr statt.

### Güterverkehr

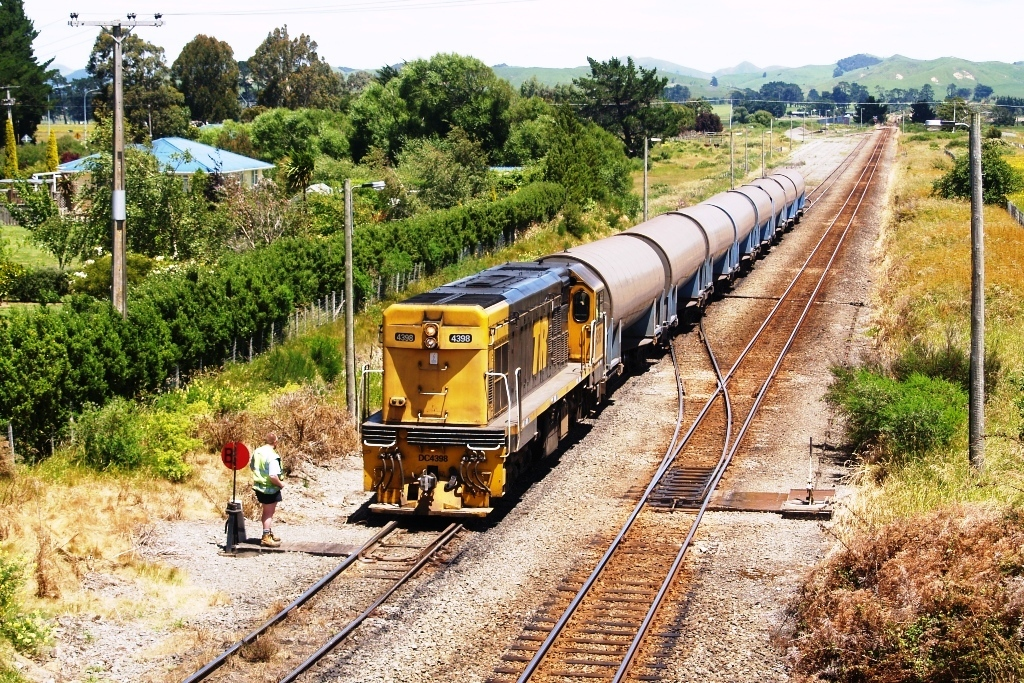
Zug mit Milchwagen in Oringi

In den ersten Jahren des Betriebs lag der Schwerpunkt auf dem lokalen Güterverkehr, vor allem auf landwirtschaftlichen Produkten und Holz. Bis zum Ende des 20. Jahrhunderts hatte sich der Schwerpunkt auf Massenguttransporte über große Entfernungen verlagert. Dazu gehörten gefrorenes Fleisch, Konserven, Milch-Produkte und Düngemittel. Fracht wird auch zum Hafen von Napier befördert, der an die Bahnstrecke Palmerston North–Gisborne mit einer Stichstrecke angeschlossen ist. Der Umfang des Verkehrsaufkommens hängt von der Jahreszeit ab. In der Regel werden zwei Zugpaare pro Tag zwischen Palmerston North und Napier gefahren. Der Abschnitt von Palmerston North nach Woodville wird auch für zwei tägliche Züge zwischen Palmerston North und Pahiatua im nördlichen Wairarapa genutzt, und zwischen Napier und Hastings verkehren zwei Nahgüterzüge am Tag.

## Wissenswert
Die Strecke kreuzt niveaugleich die Start- und Landebahn des Flugplatzes Gisborne.